# Good Luck My Love
「Good Luck My Love」（グッド・ラック・マイ・ラヴ）は、氷室京介の8枚目のシングル。

## 概要
前作の「Urban Dance」から約8ヵ月後にリリース。1曲目はメロディーが甘く切ないミディアムナンバーで、カップリング曲含め、シングルバージョンは当シングルのみ収録。

## 収録曲
全曲作曲：氷室京介　編曲：西平彰
1. Good Luck My Love (4:31)
作詞：氷室京介・松井五郎
TBS系「ムーブ」1992年エンディングテーマ
2. Memories of Blue (4:51)
作詞：松井五郎

## 収録アルバム
Good Luck My Love
- Memories Of Blue（アルバムバージョン）
- SINGLES（アルバムバージョン）
- 20th Anniversary ALL SINGLES COMPLETE BEST JUST MOVIN' ON 〜ALL THE-S-HIT〜（アルバムバージョン）

Memories of Blue
- Memories Of Blue（アルバムバージョン）
- Case of HIMURO（アルバムバージョン）

## ライブ映像作品
Memories of Blue
- CASE OF HIMURO 15th Anniversary Special LIVE
- KYOSUKE HIMURO TOUR2003 "HIGHER THAN HEAVEN"AT YOYOGI NATIONAL STADIUM
- KYOSUKE HIMURO TOUR 2007"IN THE MOOD"
- L'EGOISTE